# Bafangoo! część 1
Bafangoo! cz.1 – minialbum polskiego rapera Liroya. Wydawnictwo ukazało się 23 listopada 1996 roku nakładem wytwórni muzycznej BMG Ariola Poland.
Większość utworów to odpowiedzi na zaczepki Pei i Nagłego Ataku Spawacza, m.in. „Bafangoo” i „Liroy był, Liroy jest, Liroy będzie – Amen”. Płyta sprzedała się jednak gorzej niż jej poprzedniczka.
Wydawnictwo uzyskało status złotej płyty w Polsce. Płyta uzyskała także nominację do nagrody polskiego przemysłu fonograficznego „Fryderyka” w kategorii Album roku – muzyka alternatywna.

## Lista utworów
Album
1. „Intromental /R.I.P./”
2. „Bafangoo”
3. „...i co dalej?!”
4. „To co teraz... – Bobby De”
5. „Twoya Coorka!?”
6. „Mikamental /wild thing/ – smooth version”
7. „Grabarz? Cz. 1”
8. „Liroy był, Liroy jest, Liroy będzie /amen/”
9. „Bafangoo-? MIX”

Singel
| ...i co dalej?! |
| --- |
| 1. „’96” – 2:35 2. „...i co dalej?!” (wersja Eunooch) – 4:16 3. „...i co dalej?!” (wersja LP) – 4:16 4. „...i co dalej?!” (wersja Mental) – 4:08 |